# Двойственный граф

Граф G' двойственен к G

Двойственный граф {\displaystyle G'} к планарному графу {\displaystyle G} — это граф, в котором вершины соответствуют граням графа {\displaystyle G}; две вершины соединены ребром если и только если соответствующие им грани графа {\displaystyle G} имеют общее ребро. Например, двойственны друг к другу графы куба и октаэдра.
Термин двойственный используется ввиду того, что это свойство симметрично — если H двойственен G, то G двойственен H (при условии, что G связен). То же самое понятие можно использовать для вложения графов в многообразия.
Понятие двойственности графов отличается от рёберно-вершинной двойственности (рёберный граф) графа и эти два понятия не следует путать.

## Свойства

Два красных графа являются двойственными для одного и того же синего графа, но они не изоморфны.

- Двойственный граф является псевдографом: в нём могут быть петли и кратные рёбра.
- Двойственный планарному граф является плоским мультиграфом.
- Если G является связным графом и если G′ — двойственен G, то G двойственен G′.
- Поскольку двойственный граф зависит от способа укладки, к одному и тому же планарному графу могут существовать несколько двойственных (неизоморфных). На рисунке красные графы не изоморфны, поскольку верхний имеет степень 6 (внешняя грань). Однако если граф 3-связен, как показал Уитни, укладка единственна, а потому и двойственный граф единственен[1].

Ввиду двойственности, для любого результата, использующего число граней и вершин, можно обменять эти величины.
Самодвойственным называют граф, который изоморфен своему двойственному графу. Например, самодвойственен граф тетраэдра.

## Алгебраическая двойственность
Пусть G — связный граф. Алгебраически двойственным графу G называется граф G★ такой, что
G и G★ имеют одно и то же множество рёбер, любой цикл в G является разрезом G★ и любой разрез G является циклом в G★.
Любой планарный граф имеет алгебраически двойственный граф, в общем случае не единственный (двойственный граф определяется укладкой). Обратное тоже верно — как показал Хасслер в своём критерии планарности, связный граф планарен в том и только в том случае, если он имеет алгебраически двойственный граф.
Тот же факт можно выразить в терминах теории матроидов: если M является графовым матроидом графа G, то двойственным матроидом M является графовый матроид в том и только случае, когда G планарен. Если G планарен, двойственный матроид является графовым матроидом двойственного G графа.

## Слабая двойственность
Слабодвойственный планарному графу — это подграф двойственного графа, в котором вершины соответствуют ограниченным граням исходного графа. Планарный граф является внешнепланарным в том и только в том случае, когда двойственный является лесом, и планарный граф является графом Халина в том и только в том случае, когда его слабодвойственный является двусвязным и внешнепланарным. Для любого планарного графа G, пусть G+ — планарный мультиграф, образованный добавлением одной вершины v в неограниченную грань графа G и соединением v со всеми вершинами внешней грани (несколько раз, если вершина появляется несколько раз на границе грани). Теперь G является слабодвойственным (планарного) двойственного G+ графа.